# Sorridi e vuoi fumare
Sorridi e vuoi fumare è un singolo del rapper italiano Clementino, pubblicato il 28 marzo 2025 come terzo estratto dal nono album in studio Grande anima.

## Descrizione
Il brano, scritto dallo stesso rapper, è prodotto da Gabriele Salvatore Coco, in arte CocoBeatz, e Manuel Rosto, in arte Manerre.

## Video musicale
Il video musicale è stato pubblicato il 31 marzo 2025 attraverso il canale YouTube del rapper.

## Tracce
Testi di Clemente Maccaro, musiche di Gabriele Salvatore Coco e Manuel Rosto.
1. Sorridi e vuoi fumare – 2:36